# La Fortune de Gaspard
Pour les articles homonymes, voir Gaspard.
La Fortune de Gaspard est un roman de la comtesse de Ségur, paru en 1866.

## Synopsis
Le père Thomas a deux fils, Gaspard, élève doué et ambitieux, et Lucas, peu doué pour les études mais bon fils, bon frère et bon ouvrier. Homme colérique et fruste, le père Thomas est très dur avec Gaspard, qui rêve de quitter la ferme et de faire fortune dans l’industrie, comme le riche monsieur Féréor, dont la manufacture voisine l’attire plus que la ferme paternelle.
Gaspard finit par entrer dans la fabrique de monsieur Féréor, dont il gagne la confiance. Personnage froid et calculateur, il n’hésite pas à dénoncer ses collègues ou à se prévaloir de leurs bonnes idées auprès de monsieur Féréor. Il est parfois troublé par de vagues remords, mais sa seule ambition est de devenir l’homme de confiance de son employeur.
Celui-ci cependant reconnaît en Gaspard le jeune homme qu’il a été, tandis que Gaspard éprouve pour lui une reconnaissance toute filiale. Leur relation se fait plus affectueuse, et Gaspard finit par être adopté par celui qu’il considère comme son bienfaiteur.
Alors que Gaspard a réalisé toutes ses ambitions, il se sent toujours insatisfait. Le rival de monsieur Féréor, l’industriel Frölichen, menace de ruiner le père adoptif de Gaspard si le jeune homme n’épouse pas sa fille, Mina. Gaspard accepte ce mariage de convenance pour sauver les établissements Féréor, et découvre avec surprise une jeune fille charmante dont il s’éprend rapidement.
Mina apporte à monsieur Féréor et à Gaspard ce qui leur manquait et que leur fortune ne pouvait leur apporter : la joie de vivre, la piété et la charité.

## Le roman
Dédicacé au petit-fils de la comtesse, Paul de Pitray, le roman se propose de montrer que l'instruction seule n'est pas suffisante pour faire un honnête homme: « [..] il est utile de bien travailler. Et tu sauras, ce que Gaspard n’a appris que bien tard, combien il est nécessaire d’être bon, charitable et pieux. »

### Contexte historique
Pour la première fois dans son œuvre, la comtesse de Ségur s’intéresse au monde industriel et à ce personnage que l’Anglais appellerait le self-made man. Elle a pu s’inspirer de la manufacture de Boisthorel, située à 2 km du château des Nouettes où elle s’était installée.
La France était encore à cette époque un pays essentiellement rural, distancé par la Grande-Bretagne et l’Allemagne en matière de développement industriel.

#### France rurale et France industrielle dans le roman
- Les deux fabriques que décrit la comtesse de Ségur sont encore de petites entreprises familiales. Elles se livrent déjà une concurrence qui prend l’allure d’une guerre sans pitié, incarnée par l’Allemand Frölichein, qui ne recule devant rien pour voler des parts de marché à son rival français Féréor. C’est également un monde en mouvement, où l’innovation technique est le moteur de la richesse.

« Une invention nouvelle, une source de gloire et de renommée pour monsieur, de la toile cuivre et zinc ; monsieur fabrique des planches de cuivre et de zinc ; et monsieur en fera de la toile à couvreur, sans frais et sans peine ; des milliers de mètres par jour et coûtant peu. »

Monsieur Féréor est un patron dur et sans états d’âme. Il est secondé par des contremaîtres dont le père de Gaspard donne le portrait suivant :

« Ta, ta, ta, je me moque pas mal de vos contremaîtres. Dans ceux de M. Féréor il n’y en a pas un qui aille à la messe seulement ; ils boivent leur argent au café et bousculent leurs ouvriers. Non, non, je ne donne pas mes enfants pour en faire des vauriens, des fumeurs, des coureurs de café ! »

Lorsque Gaspard annonce sa détermination à prendre l’industriel comme modèle, son maître d’école le prévient :

« [..] fusses-tu riche comme M. Féréor, tu ne seras pas plus heureux que lui, tu sentiras sans cesse que quelque chose te manque : ton cœur restera sec ; tu n’aimeras personne et personne ne t’aimera. Tu chercheras toujours le véritable bonheur sans le trouver jamais. »

- En face de ce monde industriel, le monde rural, catholique, encore enraciné dans des valeurs traditionnelles, la religion, le travail. La comtesse n’en fait pas un tableau idyllique qui s’opposerait au monde industriel âpre au gain et corrompu. Le père de Gaspard est une brute qui bat sa femme, ses enfants, ses ouvriers et pense que l’école ne sert à rien. Lucas, le bon fils, est un paysan madré qui se réjouit d’avoir vendu fort cher une génisse maladive en la faisant passer pour une excellente bête.

« Le régisseur paya trois cent quatre-vingts francs, appela son valet de ferme, et emmena la bête, enchanté d’avoir une cotentine de la Trappe, pendant que le père Thomas était enchanté d’avoir vendu sa prétendue cotentine. »

#### Rôle de l'instruction publique

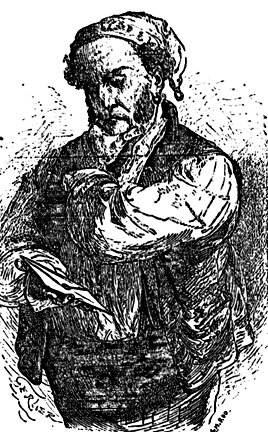
Le père Thomas est en peine devant la lettre qu'il ne peut pas lire

Le passage du monde rural au monde industriel s’articule sur le développement de l’éducation. L’école du village joue un double rôle : le premier consiste à donner aux paysans une éducation suffisante pour qu’ils sachent lire et écrire, et qu’ils ne risquent pas, par ignorance, de se faire gruger par plus savants qu’eux. C’est une fonction utilitariste qu’illustrent plusieurs épisodes dans lesquels un paysan perd de l’argent faute de savoir lire.
La seconde fonction de l’école est de dégager des élites rurales qui vont fournir les cadres de l’industrie. La distribution des prix est l’occasion pour des « chasseurs de têtes » de repérer les jeunes talents et de leur faire des offres alléchantes dans l’industrie. C’est ensuite l’entreprise qui leur fournit la formation scientifique et technique qui leur permet de développer l’entreprise et donc de lui faire gagner plus d’argent.

### Contexte littéraire
Le personnage de Gaspard, arriviste cynique, sorte de Rastignac rural, incite les critiques à évoquer Balzac. Cependant le petit paysan intelligent, malheureux dans le milieu fruste qui est le sien et décidé à s'en échapper par tous les moyens, n'est pas sans rappeler Julien Sorel, héros du Rouge et le noir, comme le note Michel Tournier.

## Adaptations
- La Fortune de Gaspard de Gérard Blain, adaptation pour la télévision (1993)